# 西宮市立山口小学校
西宮市立山口小学校（にしのみやしりつ やまぐちしょうがっこう）は、兵庫県西宮市山口町下山口に所在する公立小学校。

## 沿革
- 1873年（明治6年）2月12日 - 山口小学校創立。
- 1880年（明治13年）12月 - 山口村立山口小学校と改称。
- 1887年（明治20年）4月1日 - 第11番学区山口簡易小学校と改称。
- 1892年（明治25年）8月26日 - 山口尋常小学校と改称。
- 1901年（明治34年）4月6日 - 山口村立山口尋常高等小学校と改称。
- 1903年（明治36年）5月6日 - 山口村立実業補修学校を併設。
- 1941年（昭和16年）4月1日 - 山口国民学校と改称。
- 1947年（昭和22年）4月1日 - 山口村立山口小学校と改称。
- 1951年（昭和26年）4月1日 - 山口村が西宮市に編入され、西宮市立山口小学校と改称。
- 1972年（昭和47年）4月5日 - 現在地に移転。

## 通学区域
- 山口町名来のうち有馬川以西、山口町名来1･2丁目、山口町上山口のうち国道176号線以南、山口町下山口のうち有馬川以西･天上橋以南･有馬病院以東の国道176号線以南、山口町下山口1～5丁目、山口町上山口1丁目、山口町中野、山口町中野1～3丁目、山口町金仙寺、山口町金仙寺1～3丁目、すみれ台1～3丁目、山口町阪神流通センター1～3丁目、山口町船坂[1]

※卒業後は基本的に西宮市立山口中学校に進学する。

## 通学区域が隣接している学校
- 西宮市立北六甲台小学校
- 西宮市立名塩小学校
- 西宮市立生瀬小学校
- 宝塚市立逆瀬台小学校
- 宝塚市立西山小学校
- 西宮市立苦楽園小学校
- 芦屋市立山手小学校
- 神戸市立有馬小学校
- 神戸市立ありの台小学校
- 神戸市立有野小学校
- 神戸市立道場小学校